# Мост Руаяль
Мост Руаяль — мост через Сену в Париже между павильоном Флора (Pavillon de Flore) на правом берегу и Парижским Банком на левом берегу Сены. Это третий по возрасту мост в Париже, после Пон-Нёф и моста Мари.

## История
В 1632 году предприниматель Пьер Пидо построил деревянный мост, который стал называться мостом Святой Анны (в честь Анны Австрийской) или Пон-Руж (Красный мост - из-за его цвета). Он заменил паром, работавший здесь с 1550 года. Этот мост, состоящий из пятнадцати арок, был отремонтирован первый раз в 1649 году, полностью переделан два года спустя, в 1654 году — сгорел, в 1656 году затоплен, полностью перестроен в 1660 году, поддержан на плаву в 1673 году и, наконец, восемь арок было унесено наводнением в феврале 1684. В 1685—1689 гг. Людовик XIV профинансировал строительство нового, уже каменного, моста и дал ему название Pont Royal (Королевский мост).
В XVIII веке мост был популярным местом встреч для различных праздников и торжеств.
Во время Французской революции, в период после падения монархии 10 августа 1792 и до 1804 года, название Pont Royal было изменено на Pont National. В то время генерал Наполеон Бонапарт (будущий император Франции Наполеон I) установил на мосту пушки для защиты Национального Конвента и Комитета общественного спасения, который находился во дворце Тюильри.
Во время Первой Французской империи (1804—1814) Наполеон I переименовал мост в мост Тюильри; это название просуществовало до 1814 года, когда король Людовик XVIII вернул мосту его королевское название.
Последняя реконструкция моста прошла в 1850 году. В 1939 году он был объявлен историческим памятником, как и Пон-Нёф и Мост Мари.

## Галерея

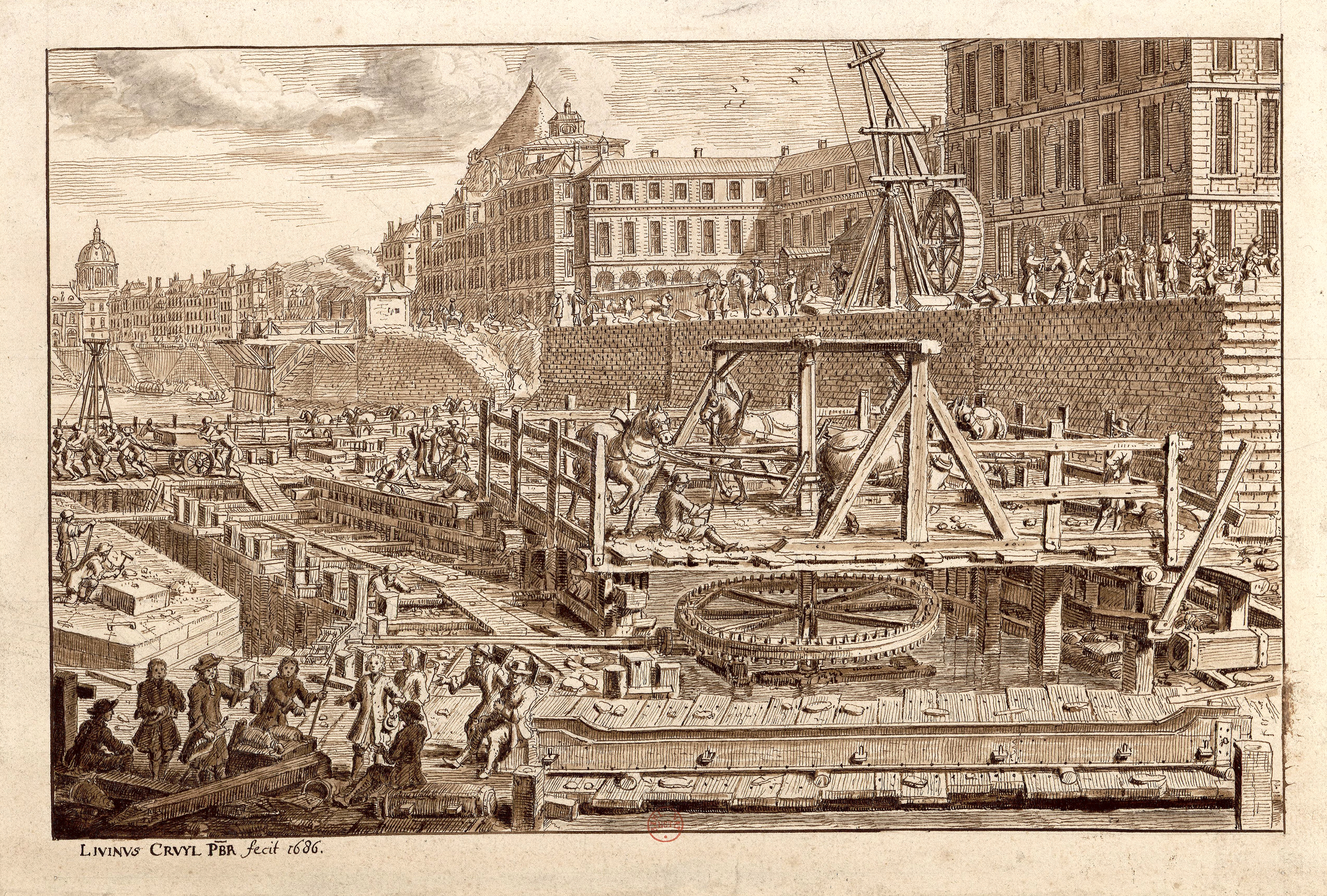
Строительство моста в 1686
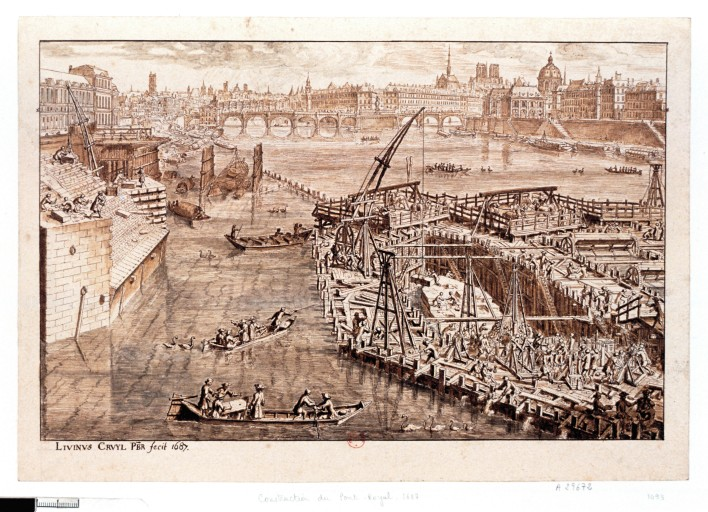
Строительство моста в 1687
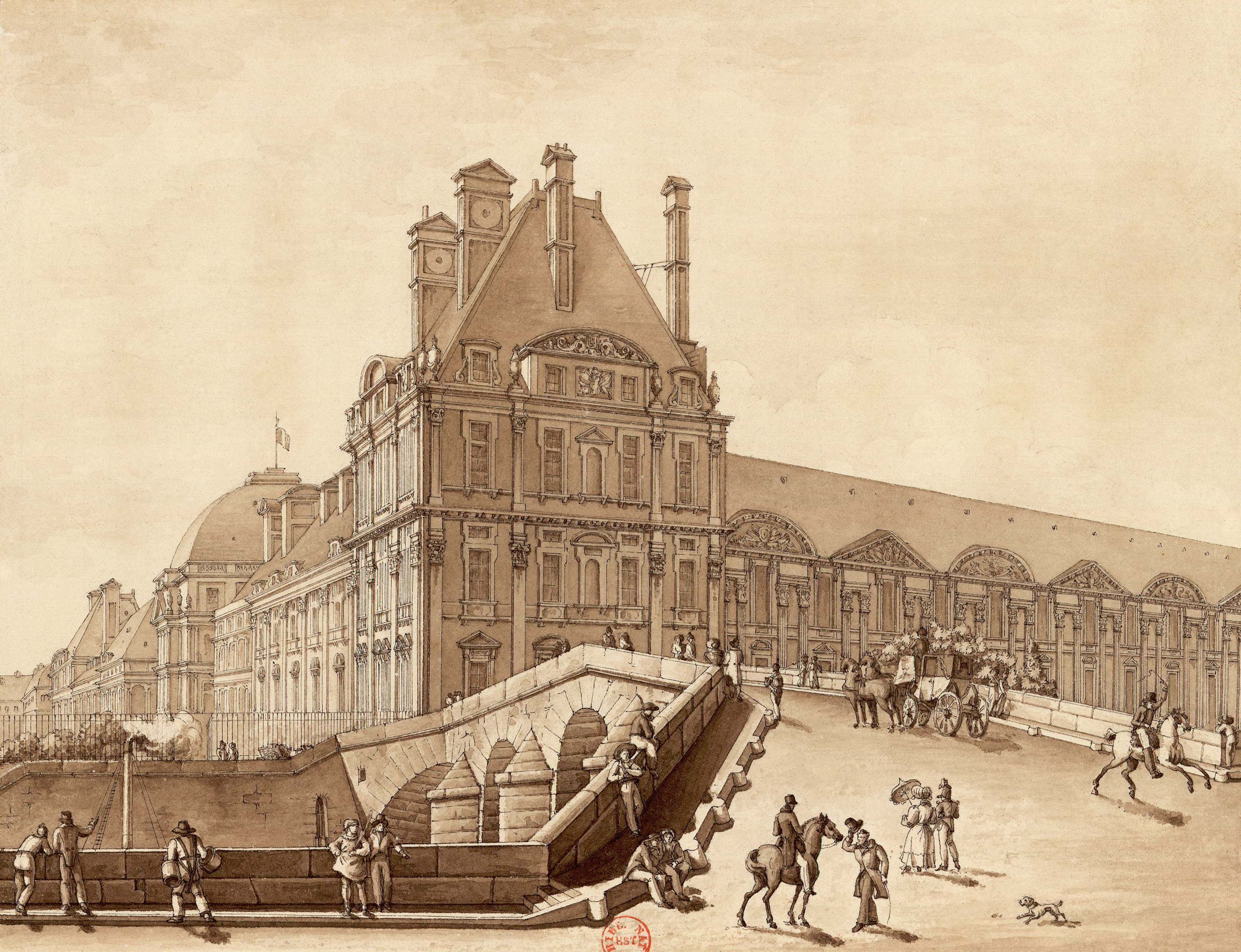
Мост и Павильон Флора in 1814
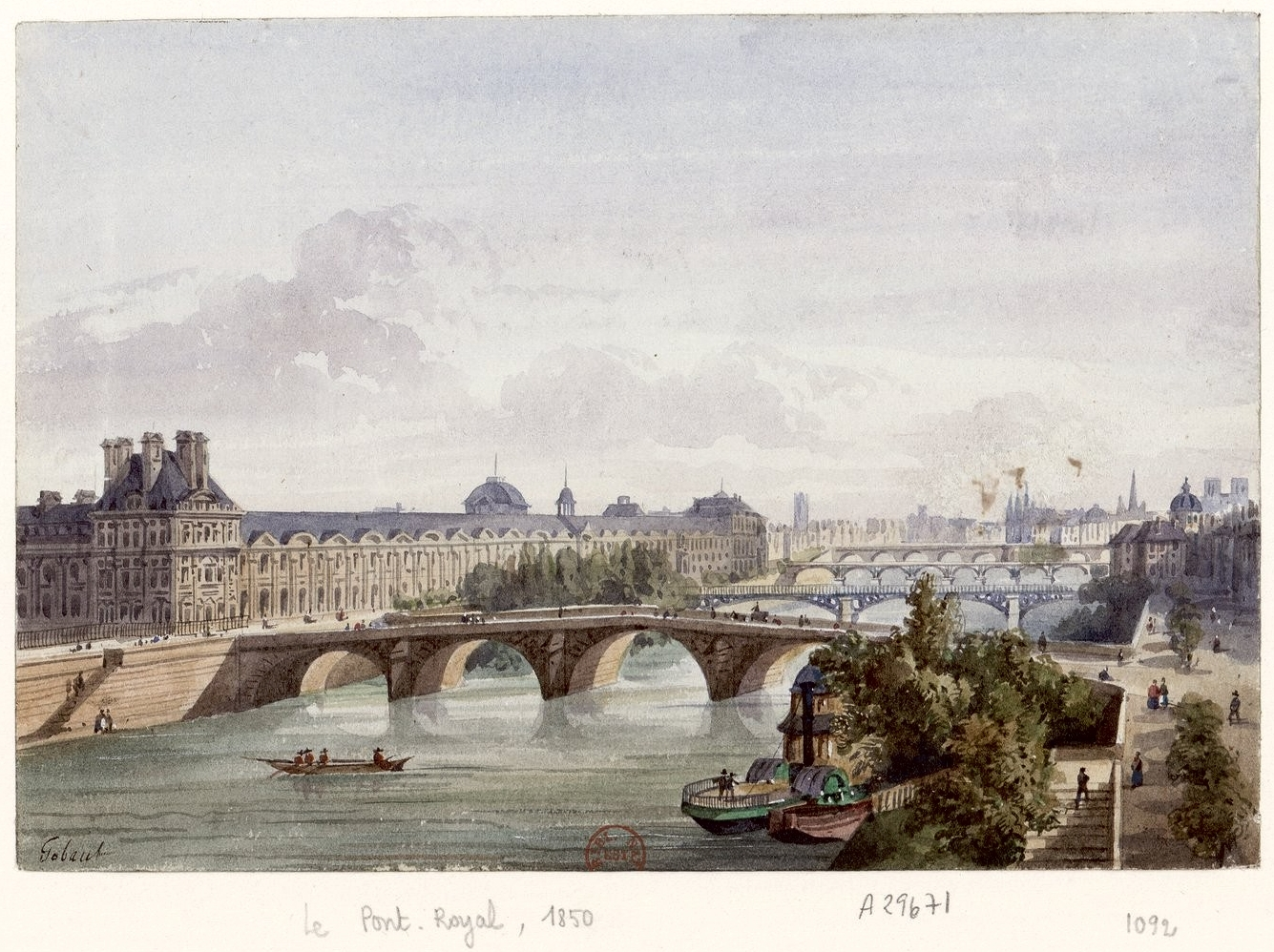
Мост Руаяль в 1850

## Расположение
| Расположение моста на Сене                     | Расположение моста на Сене | Расположение моста на Сене       |
| ---------------------------------------------- | -------------------------- | -------------------------------- |
| Вниз по течению: Мост Леопольда Седара Сенгора |                            | Вверх по течению: Мост Каррузель |